# Inga aggregata
Inga aggregata är en ärtväxtart som beskrevs av George Don jr. Inga aggregata ingår i släktet Inga och familjen ärtväxter. Inga underarter finns listade i Catalogue of Life.